# Powstanie 18 marca 1871 w Paryżu
Powstanie 18 marca 1871 – powstanie zbrojne w Paryżu, którego wybuch uważa się za początek Komuny Paryskiej.

## Geneza
Po podpisaniu aktu kapitulacji Francji w wojnie francusko-pruskiej ubodzy mieszkańcy Paryża byli szczególnie rozgoryczeni i przekonani, że ich poświęcenie w kilkumiesięcznym oblężeniu stolicy i finansowy wkład w zakup broni i wyekwipowanie Gwardii Narodowej poszły na marne. Obawiając się rozruchów, Adolf Thiers zarządził odebranie Gwardii broni i armat, za które wcześniej zapłacili paryżanie. Nakazał również szczególny nadzór nad dzielnicami robotniczymi.

## Przebieg

### Wystąpienia w marcu 1871
Przez cały marzec 1871 dochodziło do oderwanych przypadków ataków robotników i drobnych rzemieślników na pojedyncze budynki koszarowe lub oddziały wojska nadzorującego mieszkańców ubogich dzielnic miasta. 4 marca zostały zaatakowane koszary Gwardii Republikańskiej na ulicy Mouffetard. Pięć dni później 7., 8. i 16. batalion gwardii ruchomej zbuntowało się przeciw rządowi. 8 i 16 marca robotnicy i popierający ich gwardziści narodowi nie dopuścili żołnierzy do dział stacjonujących na wzgórzu Montmartre i na Placu Wogezów.
17 marca po spotkaniu rządu w budynku Ministerstwa Spraw Zagranicznych Thiers zdecydował, iż zostanie podjęta kolejna próba przejęcia armat, wspierana przez sześć tysięcy piechoty wspartej mitraliezami. Wydał również polecenie demobilizacji Gwardii Narodowej. Na czele wojska stali generałowie Paturel i Lecomte, którzy mieli zająć mosty paryskie, dworce kolejowe, Tuileries i Pola Elizejskie.

### Wydarzenia 18 marca
18 marca o trzeciej nad ranem żołnierze wyruszyli z koszar i dotarli o szóstej na Montmartre. Nie mieli jednak ze sobą koni, by odciągnąć niebronione działa. W międzyczasie na ulicach zaczęli zbierać się mieszkańcy dzielnicy, wielu miało ze sobą broń. Inni roznosili wiadomość o wejściu wojska po całej dzielnicy i zaczęli budować barykady.
Część zgromadzonych zaczęła wzywać żołnierzy do buntu antyrządowego. 88 pułk piechoty pod wodzą Lecomte’a posłuchał robotników i odmówił wykonywania rozkazów strzelania do tłumu, po czym zaaresztował generała. Żołnierze Paturela porzucili broń i rozeszli się. Z tłumem fraternizować się zaczęli również stojący w rezerwie w okolicach placu Pigalle żołnierze pod wodzą gen. Subvielle’a. Wiadomości o takim obrocie sprawy dotarły do rządu dopiero o godzinie 10. Próby organizowania kontrofensywy całkowicie zawiodły, gdyż na stronę powstania przechodziły sukcesywnie kolejne jednostki.
Około 13 generał Lecomte oraz generał Thomas, przypadkowo rozpoznany na ulicy dowódca wojsk rządowych w czasie dni czerwcowych, zostali postawieni przed obywatelskim komitetem czujności działającym na Montmartre. W tym samym czasie wojsko, które przeszło na stronę powstańców, zaczęło zajmować pozostałe dzielnice miasta. Około 15 powstańcy praktycznie kontrolowali stolicę (poza częścią dzielnic zachodnich), zmuszając rząd do ucieczki do Wersalu.
Po południu tłum rozstrzelał generałów Lecomte’a i Thomasa. Nie przeprowadzono natomiast planowanego początkowo marszu na Wersal.